# Fromandskorpset
Frømandskorpset neboli dánský sbor žabích mužů (dánsky: Frømandskorpset) je dánská speciální námořní jednotka "bojových plavců" (žabí muži). Jednotka sídlí na základně Kongsøre.
Jednotka byla založena v roce 1957 po vzoru britských SBS. Od roku 1970 je jednotka samostatnou v rámci námořnictva. Prozatím byli její členové nasazeni v Afghánistánu a nedávno v Somálsku proti pirátům. 
Dánský korunní princ Frederik prodělal výcvik také u této jednotky, kde si vysloužil přezdívku „Pingo“.

## Úkoly
- Speciální námořní průzkum
- Hydrografický průzkum
- Průzkum pláží před uskutečněním vylodění
- Průzkum pobřežních vod na přítomnost min

dále také 
- Vedení operací s cílem likvidace nebo obsazení námořních základen
- Vedení operací s cílem likvidace nebo obsazení nepřátelských lodí
- Protiteroristická a protipirátská činnost
- Asistence při záchranných operací

## Výzbroj
- karabiny M4/M/10
- samopal Heckler & Koch MP5
- pistole Glock
- granátomety M203
- brokovnice Mossberg 500
- odst. pušky Heckler & Koch PSG-1 a M/04
- protitankové/podpůrné zbraně AT4 a M/85 Carl Gustav